# Хімія кобальторганічних сполук

Co(4-norbornyl)_{4} є рідкісним прикладом тетраедричного комплексу з низьким спіном і рідкісним випадком похідної органокобальту(V).

Хімія кобальторганічних сполук — це хімія металоорганічних сполук, що містять хімічний зв’язок вуглець-кобальт. Кобальторганічні сполуки беруть участь у кількох органічних реакціях, а важлива біомолекула вітаміну B12 має зв’язок кобальт-вуглець. Багато кобальорганічних сполук виявляють корисні каталітичні властивості, видатним прикладом є октакарбоніл дікобальту.

## Алкільні комплекси
Найбільш фундаментальними є комплекси кобальту лише з алкільними лігандами. Приклади включають Co(4-norbornyl)4 та його катіон..
Алкілкобальт представлений вітаміном B12 і пов'язаними з ним ферментами. У метилкобаламіні лігандом є метильна група, яка є електрофільною. У вітаміні B12 алкільний ліганд є аденозильною групою. До вітаміну В12 відносяться порфірини кобальту, диметилгліоксимати та споріднені комплекси лігандів основи Шиффа. Ці синтетичні сполуки також утворюють алкільні похідні, які піддаються різноманітним реакціям, що нагадують біологічні процеси. Слабкий зв’язок між кобальтом (III) і вуглецем в аналогах вітаміну B12 може бути використаний у радикальній полімеризації акрилових і вінілових ефірів (наприклад, вінілацетату), акрилової кислоти та акрилонітрилу за допомогою кобальту.

## Карбонільні комплекси
Октакарбоніл дикобальту отримують карбонілюванням солей кобальту. Він та його похідні фосфіну є одними з найбільш широко використовуваних органічних сполук кобальту. Нагрівання Co2(CO)8 дає Co4(CO)12. На основі цих комплексів отримано дуже складні кобальт-карбонільні кластери. Нагрівання карбонілу кобальту з бромоформом дає метилідінетрикобальтнонакарбоніл. Октакарбоніл дікобальту також реагує з алкінами, утворюючи гексакарбонілацетиленові комплекси дікобальту з формулою Co2(CO)6(C2R2). Оскільки їх можна видалити пізніше, карбонільні центри кобальту функціонують як захисна група для алкіну. У реакції Ніколаса алкінова група також захищена, і в той же час альфа-вуглецеве положення активується для нуклеофільного заміщення.[джерело?]